# أندريه ستيبانوف
أندريه ستيبانوف (بالإستونية: Andrei Stepanov) (و. 1979  م) هو لاعب كرة قدم إستوني، ولد في تالين، مركز لعبه هو مُدَافِع.

## روابط خارجية
- أندريه ستيبانوف على موقع الاتحاد الدولي (مؤرشف)  (الإنجليزية)
- أندريه ستيبانوف على موقع إي إس بي إن إف سي (الإنجليزية)
- أندريه ستيبانوف على موقع قاعدة بيانات كرة القدم.إي يو (الإنجليزية)
- أندريه ستيبانوف على موقع بيانات كرة القدم. دي إي (الألمانية)
- أندريه ستيبانوف على موقع ناشيونال فوتبول تيمز (الإنجليزية)
- أندريه ستيبانوف على موقع Soccerway.com (الإنجليزية)
- أندريه ستيبانوف على موقع عالم كرة القدم.نت (الإنجليزية)